# Honestatem virtutis Dei
L’Honestatem Virtutis Dei, era un istituto giuridico vigente nel Ducato di Baviera dal 1426, con l'editto di Deggendorf fino all'istituzione nel 1623 dell'Elettorato di Baviera. L'Honestatem Virtutis Dei tutelava l'emissione di licenze da parte delle Zünfte, le corporazioni delle arti e mestieri bavaresi, a quei commercianti e artigiani che oltraggiavano il credo religioso locale. Venne istituita la figura del praefectus perfectum, un questore il cui scopo era identificare eventuali comportamenti oltraggiosi da parte degli affiliati alla Zünfte che ne aveva richiesto il servigio. Qualora il praefectus perfectum individuasse un'effettiva violazione dell'Honestatem Virtutis Dei, il suo compito era di segnalarlo al boia pellegrino. Il boia pellegrino, era un giudice che avrebbe deciso la pena per l'accusato, che a volte prevedeva anche la gogna. Il boia pellegrino era così chiamato per via del grosso cappello nero che ricordava il cappuccio dei condannati a morte e perché non esisteva una sede inquisitoria fissa, visto che era chiamato a giudicare nella sede della corporazione che in taluni casi, provvedeva al vitto e all'alloggio del burocrate.
L'istituto fu introdotto a seguito della Rivolta di Ratisbona nel Luglio del 1425, per evitare altre proteste che avessero come causa scatenante l'ivizia commerciale dei bottegai inadempienti.